# Blagoje Marjanović
Blagoje " Moša " Marjanović (Servisch: Благоје "Моша" Марјановић) (Belgrado, 9 september 1907 - aldaar, 1 oktober 1984) was een Joegoslavische voetballer en manager.

## Vroege leven
Geboren als kind van vader Dimitrije en moeder Sofija, groeide de jonge Blagoje op aan de rand van Belgrado in 7 Đakovačka Street met zijn oudere broer Nikola, ⁣ die ook een voetballer was.

### Carrière
Blagoje Marjanović was een van de beste aanvallers in het Koninkrijk Joegoslavië. Hij speelde voor OFK Beograd (1926-1939), met wie hij vijf landstitels won (1931, 1933, 1935, 1936 en 1939) en drie keer de topscoorder van de competitie was (1930, 1935, 1937). Voor de nationale ploeg debuteert hij op 28 juni 1926 in een vriendschappelijke wedstrijd tegen Tsjecho-Slowakije (2-6) in Zagreb. Het eerste doelpunt scoorde hij op 15 mei 1927 tegen Bulgarije in Sofia toen hij in de laatste vijf minuten twee doelpunten scoorde in de wedstrijd. Tijdens zijn carrière scoorde hij 37 doelpunten in 58 wedstrijden voor het nationale team (ongebroken record, totdat Bobek kwam, en scoorde 38 doelpunten in 63 wedstrijden, hoewel Marjanović een betere scoreverhouding heeft met 0,63 doelpunten per wedstrijd), en 575 doelpunten in 14 seizoenen voor zijn club BSK. Hij nam deel aan de Olympische Spelen van 1928 in Amsterdam en de eerste FIFA World Cup 1930 in Uruguay. Hij heeft een bronzen medaille gewonnen op de FIFA World Cup 1930 in Uruguay. Hij scoorde één doelpunt in dat toernooi in de wedstrijd tegen Bolivia. Na zijn terugkeer uit Zuid-Amerika werd deze uitstekende spits (naast zijn teamgenoot Tirnanić), de eerste professionele voetballer in Joegoslavië (hoewel hij een iets hoger salaris had dan Tirnanić). Voor zijn diensten bij OFK ontving Marjanović YUS 1.800 per maand. De wisselkoers van dinar ten opzichte van de Amerikaanse dollar in december 1930 was $ 1 = YUS 56,39, wat betekent dat zijn maandsalaris $ 32 was (ongeveer $ 446 in 2014-dollar).  Hoewel het tijdens de wedstrijd heel goed klikte met Tirnanić, had hij bijna hetzelfde begrip met andere teamgenoten, van zijn club en van het nationale team. Marjanović was een zeer intelligente speler en hij was in staat te beseffen hoe al zijn teamgenoten spelen. Tijdens de wedstrijd leek het er altijd op dat hij wist wat hij moest doen met of zonder bal (vooral tijdens doelpuntensituaties in het strafschopgebied van de tegenstander, toen hij zeer onvoorspelbaar en erg slim was). Hij was een zeer nauwkeurige schutter, maar met een gemiddelde schotkracht. Moša kon scoren vanuit bijna elke positie (hij scoorde heel wat goals met zijn hiel, borst en soms zelfs buik) en het maakte hem niet uit of de bal laag of hoog kwam, want hij was ook erg goed in de lucht spel. Zijn belangrijkste specialiteit was de volley. Daarnaast was hij ook een van de beste vrije trappen nemers in Joegoslavië. Hij scoorde een paar keer een hattrick voor het nationale team, maar waarschijnlijk het meest memorabel was tegen Brazilië in 1934, in een vriendschappelijke wedstrijd in Belgrado (de score was 8:4 voor Joegoslavië). Veel voetbalexperts uit die tijd toonden grote waardering voor de vaardigheden van "Moša", waaronder Hugo Meisl (maker en coach van het Oostenrijkse " Wunderteam ") die beweerde dat met Marjanović in de aanvalslinie "Wunderteam" perfect zou zijn.
Marjanović genoot grote bekendheid. Hij was een nationale superster, maar ook een playboy, tot het moment dat zijn club tegen Hajduk Split speelde. Aan de vooravond van de wedstrijd ontmoette hij een Dalmatisch meisje dat Hajduk steunde. Ze trouwden in 1938 met grote belangstelling van het publiek en journalisten. De laatste wedstrijd voor het nationale team werd gespeeld op 3 april 1938 tegen Polen in een WK-kwalificatiewedstrijd. Marjanović scoorde het enige doelpunt van de wedstrijd. Tijdens de Duitse invasie op Joegoslavië werd hij gevangengenomen als vrachtwagenchauffeur soldaat van het Joegoslavische leger en geplaatst in een gevangenkamp in Fürstenberg, Duitsland. Te midden van tegenspoed organiseerden ze soms voetbalwedstrijden tussen "oorlogsgevangenen" en "de bewakers". Toen de oorlog voorbij was, keerde hij terug naar Joegoslavië en speelde voor Dinamo Pančevo (1945-1948). Zijn carrière eindigde in NK Osijek uit Osijek (1949).
Volgens een biografie van zijn tijd scoorde Marjanović meer dan 1.000 doelpunten in zijn carrière.

### Coaching carrière
Tijdens zijn coachingcarrière leidde hij eerst Proleter Osijek en vervolgens OFK Beograd, met wie hij in 1955 de nationale beker won. Hierna eerder Maarschalk Tito Marjanovic met de Joegoslavische Orde van Verdienste van het Volk. Ook in 1955 ging Marjanović op tournee naar Azië, ⁣ waar hij de eer had om de Chinese Volksleider Mao Zedong te ontmoeten. Later was hij coach in de Italiaanse competitie (een jaar bij Torino FC en een jaar bij Calcio Catania). Hij keerde terug naar Joegoslavië en werd coach voor FK Pobeda Prilep. Na een wedstrijd in 1961 kreeg Moša een beroerte. Hij kon nooit meer praten en de rechterkant van zijn lichaam was verlamd. Hij stierf in 1984. In het voormalige Joegoslavië werd hij ook herinnerd voor zijn uitspraak: Football is my life.

### Film
In de film See You in Montevideo uit 2014 werd Marjanović gespeeld door acteur Petar Strugar.

### Interland doelpunten
Doelpunten voor Joegoslavië
| #   | Datum             | Stadion                                          | Tegenstander      | Score | Resultaat | Competitie                        |
| --- | ----------------- | ------------------------------------------------ | ----------------- | ----- | --------- | --------------------------------- |
| 1.  | 15 Mei 1927       | Slavia Stadium, Sofia, Bulgaria                  | Bulgarije         | 1–0   | 2–0       | Vriendschappelijk                 |
| 2.  | 15 Mei 1927       | Slavia Stadium, Sofia, Bulgaria                  | Bulgarije         | 2–0   | 2–0       | Vriendschappelijk                 |
| 3.  | 25 Maart 1928     | Üllői úti stadion, Budapest, Hungary             | Hongarije         | 0–1   | 2–1       | Vriendschappelijk                 |
| 4.  | 6 Mei 1928        | Stadion SK Jugoslavija, Belgrade, Yugoslavia     | Roemenië          | 2–0   | 3–1       | 1928 King Aleksandar Cup          |
| 5.  | 19 Mei 1929       | Stade Olympique Yves-du-Manoir, Colombes, France | Frankrijk         | 2–0   | 3–1       | Vriendschappelijk                 |
| 6.  | 28 juni 1929      | Stadion Concordije, Zagreb, Yugoslavia           | Tsjecho-Slowakije | 2–2   | 3–3       | Vriendschappelijk                 |
| 7.  | 28 juni 1929      | Stadion Concordije, Zagreb, Yugoslavia           | Tsjecho-Slowakije | 3–2   | 3–3       | Vriendschappelijk                 |
| 8.  | 6 oktober 1929    | ONEF Stadium, Bucharest, Romania                 | Roemenië          | 1–2   | 1–2       | 1929–31 Balkan Cup                |
| 9.  | 13 april 1929     | BSK Beograd Stadium, Belgrade, Yugoslavia        | Bulgarije         | 2–0   | 6–1       | Vriendschappelijk                 |
| 10. | 13 april 1929     | BSK Beograd Stadium, Belgrade, Yugoslavia        | Bulgarije         | 4–1   | 6–1       | Vriendschappelijk                 |
| 11. | 17 juli 1930      | Estadio Gran Parque Central, Montevideo, Uruguay | Bolivia           | 2–0   | 4–0       | 1930 FIFA World Cup               |
| 12. | 3 augustus 1930   | Estadio Alvear y Tagle, Buenos Aires, Argentina  | Argentinië        | 1–3   | 1–3       | Vriendschappelijk                 |
| 13. | 16 november 1930  | Slavia Stadium, Sofia, Bulgaria                  | Bulgarije         | 2–0   | 3–0       | 1929–31 Balkan Cup                |
| 14. | 19 April 1931     | Stadion SK Jugoslavija, Belgrade, Yugoslavia     | Bulgarije         | 1–0   | 1–0       | 1929–31 Balkan Cup                |
| 15. | 21 mei 1931       | BSK Beograd Stadium, Belgrade, Yugoslavia        | Hongarije         | 1–0   | 3–2       | Vriendschappelijk                 |
| 16. | 28 juni 1931      | Stadion Maksimir, Zagreb, Yugoslavia             | Roemenië          | 1–1   | 2–4       | 1929–31 Balkan Cup                |
| 17. | 2 augustus 1931   | Stadion SK Jugoslavija, Belgrade, Yugoslavia     | Tsjecho-Slowakije | 2–0   | 2–1       | Vriendschappelijk                 |
| 18. | 4 oktober 1931    | Yunak Stadium, Sofia, Bulgaria                   | Bulgarije         | 2–0   | 3–2       | 1931 Balkan Cup                   |
| 19. | 30 April 1933     | Stadion SK Jugoslavija, Belgrade, Yugoslavia     | Spanje            | 1–1   | 1–1       | Vriendschappelijk                 |
| 20. | 24 September 1933 | BSK Beograd Stadium, Belgrade, Yugoslavia        | Zwitserland       | 2–0   | 2–2       | 1934 FIFA World Cup qualification |
| 21. | 18 maart 1934     | Stadion AS 23, Sofia, Bulgaria                   | Bulgarije         | 1–0   | 2–1       | Vriendschappelijk                 |
| 22. | 18 maart 1934     | Stadion AS 23, Sofia, Bulgaria                   | Bulgarije         | 2–0   | 2–1       | Vriendschappelijk                 |
| 23. | 3 Juni1934        | BSK Beograd Stadium, Belgrade, Yugoslavia        | Brazilië          | 3–3   | 8–4       | Vriendschappelijk                 |
| 24. | 3 Juni1934        | BSK Beograd Stadium, Belgrade, Yugoslavia        | Brazilië          | 6–3   | 8–4       | Vriendschappelijk                 |
| 25. | 3 Juni1934        | BSK Beograd Stadium, Belgrade, Yugoslavia        | Brazilië          | 8–3   | 8–4       | Vriendschappelijk                 |
| 26. | 26 Augustus 1934  | Stadion SK Jugoslavija, Belgrade, Yugoslavia     | Polen             | 4–1   | 4–1       | Vriendschappelijk                 |
| 27. | 16 December 1934  | Parc des Princes, Paris, France                  | Frankrijk         | 1–1   | 2–3       | Vriendschappelijk                 |
| 28. | 1 Januari 1935    | Apostolos Nikolaidis Stadium, Athens, Greece     | Roemenië          | 2–0   | 4–0       | 1934–35 Balkan Cup                |
| 29. | 17 Juni1935       | Yunak Stadium, Sofia, Bulgaria                   | Roemenië          | 1–0   | 2–0       | 1935 Balkan Cup                   |
| 30. | 20 Juni 1935      | Yunak Stadium, Sofia, Bulgaria                   | Griekenland       | 2–0   | 6–1       | 1935 Balkan Cup                   |
| 31. | 24 Juni 1935      | Yunak Stadium, Sofia, Bulgaria                   | Bulgarije         | 1–0   | 3–3       | 1935 Balkan Cup                   |
| 32. | 12 Juli 1936      | Taksim Stadium, Istanbul, Turkey                 | Turkije           | 1–1   | 3–3       | Vriendschappelijk                 |
| 33. | 6 September 1936  | BSK Beograd Stadium, Belgrade, Yugoslavia        | Polen             | 1–0   | 9–3       | Vriendschappelijk                 |
| 34. | 6 September 1936  | BSK Beograd Stadium, Belgrade, Yugoslavia        | Polen             | 3–0   | 9–3       | Vriendschappelijk                 |
| 35. | 6 September 1936  | BSK Beograd Stadium, Belgrade, Yugoslavia        | Polen             | 5–0   | 9–3       | Vriendschappelijk                 |
| 36. | 6 September 1936  | BSK Beograd Stadium, Belgrade, Yugoslavia        | Polen             | 8–1   | 9–3       | Vriendschappelijk                 |
| 37. | 3 April 1938      | BSK Beograd Stadium, Belgrade, Yugoslavia        | Polen             | 1–0   | 1–0       | 1938 FIFA World Cup qualification |

## Onderscheidingen

### Club
SK Jugoslavija
- Joegoslavisch kampioenschap⁣: 1924

OFK Beograd
- Joegoslavisch kampioenschap⁣: 1930-1931, 1932-1933, 1934-1935, 1935-1936, 1938-1939
- Joegoslavische Cup⁣: 1934

### Manager
OFK Beograd
- Joegoslavische beker⁣: 1955